# Carex dimorpholepis
Carex dimorpholepis är en halvgräsart som beskrevs av Ernst Gottlieb von Steudel. Carex dimorpholepis ingår i släktet starrar, och familjen halvgräs. Inga underarter finns listade i Catalogue of Life.